# 百長
百長，中国古代官名。
- 春秋时守城百步的武官，军中的小吏。相当于百夫长。《墨子·备城门、迎敌祠》：“城上步一甲一戟，其赞三人，五步有五长，十步有十长，百步有百长，旁有大率，中有大将，皆有司吏卒长。”
- 匈奴统帅百人的军官。《史记·匈奴列传》：“诸二十四長，亦各自置千長、百長、什長、裨小王，相封、都、尉、當戶、且渠之属。”
- 清代武职士官之一，世袭。设于甘肃、青海、西藏。隶属于兵部武选司，平时归地方官管辖。《清史稿·职官志》：“甘肃指挥使司指挥使八人，指挥同知七人，指挥佥事八人，千户七人，副千户二人，百户九人；西宁千户一人，百户二十三人，百长二十六人；西藏百户十五人，百长五十二人。”
- 太平天国晚期，乡官中卒长多称百长。《贼情汇纂》卷六：“卒长或呼百长。”余一鳌《见闻录》：“其一县分五军，有左、右、前、后、中五营军帅；一军分五师，有师帅；一师分五旅，有旅帅。次曰百长。”